# Daniel Samper Ortega
Daniel Samper Ortega (Bogotá, 28 de noviembre de 1895 - Bogotá, 2 de noviembre de 1943) fue un historiador, académico, bibliotecario, escritor colombiano y miembro del Partido Liberal Colombiano. Es considerado uno de los más importantes estudiosos de Colombia y un referente importante de la difusión cultural de su país, publicando varias obras con sus conclusiones, como: Nuestro lindo país colombiano: descripción y antología del paisaje, y En el cerezal: acuarelas literarias de la Sabana de Bogotá.
Dirigió instituciones como la Biblioteca Nacional de Colombia, de 1931 a 1938, y el Teatro Colón. Fue miembro de la Academia de Historia y en compañía de Agustín Nieto Caballero y otras personalidades de la sociedad bogotana, fundaron el colegio Gimnasio Moderno, del que también fue rector.
Hombre de cultura y buena educación, era poseedor de una de las bibliotecas particulares más robustas de su tiempo. Se le considera como uno de los precursores de la Universidad de los Andes de Colombia, a partir de la Facultad de Administración Industrial y Comercial del Gimnasio Moderno.

## Biografía
Daniel Samper Ortega, nació en Bogotá el 28 de noviembre de 1895 en el seno de una familia de la aristocracia colombiana, que contaba con una gran influencia a nivel político, económico y social, desde finales del siglo XVIII y principios del siglo XIX.
Su buena posición económica le permito gozar de una buena educación, ingresando en su infancia en el Instituto Pestalozziano de Eva Godding, un colegio de niñas, luego ingresó al Seminario donde se concluyó que no tenía vocación para el sacerdocio. Posteriormente ingresó a la Escuela Militar donde recibió la estrella de Subteniente. En 1914 contribuyó a formar la Escuela de Subtenientes.
El 31 de enero de 1922 publicó su novela Entre la niebla y en 1925 la compañía de Rocardo Calvo presentó en el Teatro Colón su obra teatral El Escollo. En 1927 viajó a España y toma cursos de literatura del Siglo de Oro. Estos autores influencian e inspiran su pensamiento en sus artículos Fray Luis de León, la raza del romancero y fray Bartolomé de las Casas, entre otros.

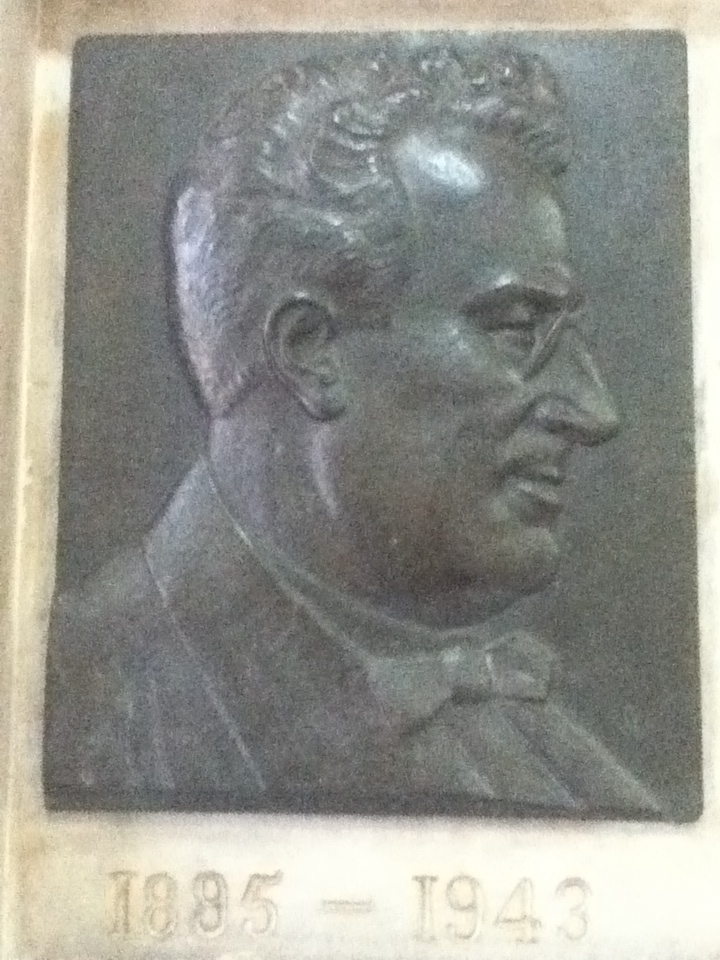
Efige en loza de Samper en la entrada de la Biblioteca Nacional de Colombia, Bogotá.

### Director de la Biblioteca Nacional (1931-1938)
Luego de regresar del Viejo Continente, se dedica a la labor educativa en el Gimnasio Moderno e impulsa el teatro escolar. En 1930 fue nombrado director honorario del Teatro Colón y en 1931 encargado de la dirección de la Biblioteca Nacional. Como tenía dos encargos y ninguno sin nombramiento oficial, al poco tiempo renunciaría a ambos. Y es así como fue ratificado en el cargo de director de la Biblioteca Nacional.
La gestión durante su mandato le otorgó el título de El restaurador dado que organizó fondos bibliográficos, impulsó comunicaciones a nivel editorial y radial y le brindó un nuevo edificio a la biblioteca, inaugurado el 20 de julio de 1938 y diseñado por Alberto Wills Ferro. El acto coincidió con el IV centenario de la fundación de Bogotá y el segundo centenario de la introducción de la imprenta a Colombia por lo que Ortega gestionó la Primera Exposición Internacional del Libro en las nuevas instalaciones de la Biblioteca con aportes de los países amigos de Colombia.
A nivel editorial, fundó la revista Senderos, medio de comunicación y de difusión de la biblioteca, con 23 ejemplares publicados entre 1934 y 1935. Con el objetivo de llevar la cultura a los municipios del país, sentó las bases para la red nacional de bibliotecas públicas del país bajo el nombre de bibliotecas aldeanas. Cerca de 500 bibliotecas fueron creadas y se dotaban de colecciones impresas en el país y de la Selección Samper Ortega de Literatura. A nivel radial, fundó una emisora de radio, ubicada en el edificio de Las Aulas (hoy Museo Colonial). Esta sería a futuro la Radiodifusora Nacional, la actual Radio Nacional de Colombia.

### Fallecimiento
Daniel Samper Ortega falleció en Bogotá, el 2 de noviembre de 1943, a la temprana edad de 48 años. 

## Familia

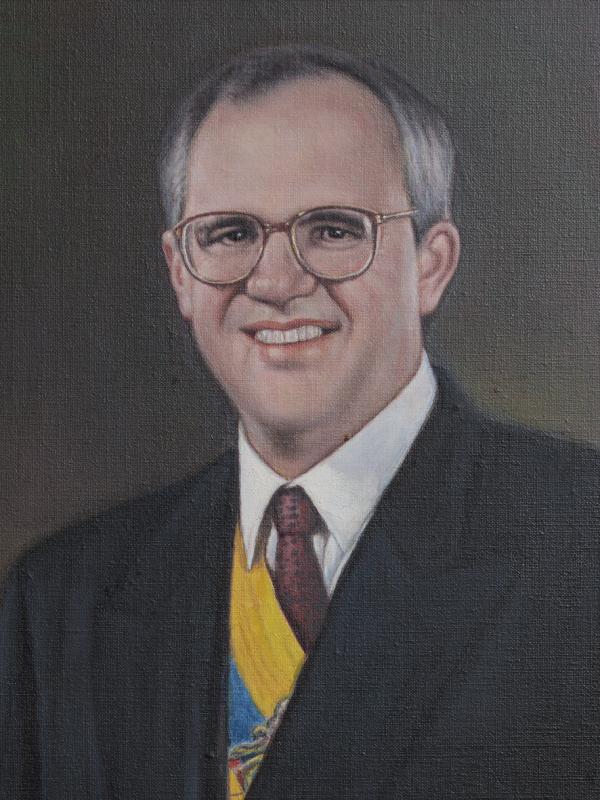
Uno de sus nietos, Ernesto Samper.

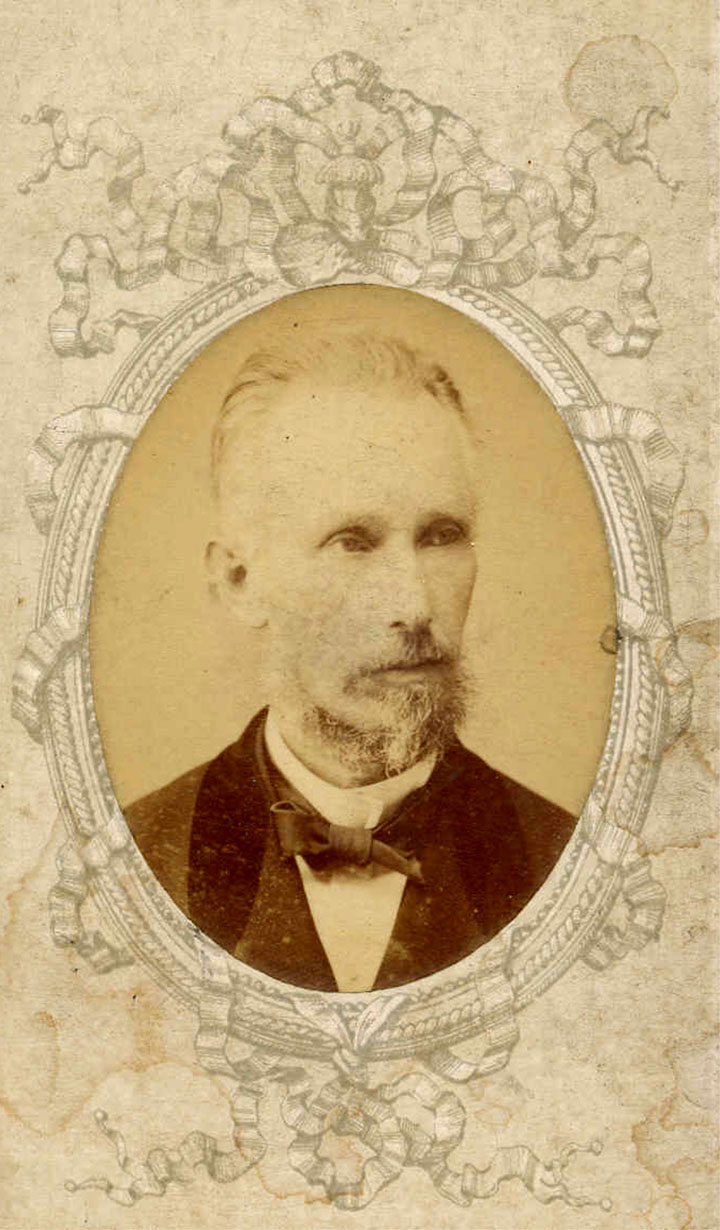
Su abuelo paterno, Miguel Samper.

Samper Ortega era miembro de la aristocracia colombiana. Sus padres eran el empresario Tomas Samper Brush y Belén Ortega Ortega, siendo sus hermanos Santiago, Alfonso, Eduardo, Clara, Belén, Arturo, Jaime y Julio Samper Ortega.
Su padre era hijo del político liberal Miguel Samper Agudelo, llamado El gran ciudadano, quien sería el último candidato del partido liberal a la presidencia de Colombia, antes de la Guerra de los Mil Días, y hermano del empresario Joaquín Samper Brush; él y sus hermanos fueron los fundadores del hoy Grupo Energía Bogotá. Daniel, también era sobrino nieto de José María Samper Agudelo, quien estaba casado con la poetisa Soledad Acosta de Samper, hija a su turno de Joaquín Acosta y Pérez de Guzmán. Por último, su tía abuela, Agripina Samper Agudelo era esposa del excanciller y exrector de la Universidad Nacional de Colombia, Manuel Ancízar Basterra.
Por su lado materno, era descendiente de Antonio Nariño, ya que su madre era nieta del prócer de la Independencia, José María Ortega, quien a su vez era sobrino de Nariño, primo de la esposa de Nariño Magdalena Ortega, y cuñado del expresidente Domingo Caycedo. También su madre era prima del educador Rafael María Carrasquilla, quien regentó la Universidad del Rosario desde finales del siglo XIX hasta 1930, misma en la que estudiaron varios personjes destacados de la vida nacional y local.

### Matrimonio y descendencia
Daniel contrajo nupcias con su María Amalia "Mayita" Gnecco Fallón, nieta del poeta Diego Fallón, con quien tuvo a sus hijos; el exministro Armando y el escritor y diplomático Andrés Samper Gnecco. 
Su hijo Andrés se casó con Elena Pizano Pardo (sobrina nieta del artista Roberto Pizano Restrepo) con quien tuvo a sus hijos, el periodista y escritor Daniel, el político Juan Francisco y el abogado y político Ernesto Samper Pizano, expresidente de Colombia. Por su parte Armando fue el padre del botánico colombo-estadounidense Cristián Samper Kutschbach.

## Obras

### Libros
- En el cerezal : acuarelas literarias de la sabana de Bogotá (1924)
- El Escollo (1925)S
- Vida de Bochica : la novela semanal, # 101 (1928)
- La Madre Castillo (1928)
- Conferencia sobre fray Luis de León (1928)
- Colombia: breve reseña de su movimiento artístico e intelectual (1929)
- Al galope (1930)
- La raza del romancero: discurso pronunciado en la Academia Colombiana de Historia el 12 de octubre de 1930, con motivo de la fiesta de la raza (1931)
- Zoraya: una vida de amor y santidad (1931)
- Recepción de don Guillermo Hernández de Alba como individuo de número de la Academia Colombiana de Historia para ocupar el sillón vacante por muerte del socio fundador don José Joaquín Guerra: contestación del Sr. D. Daniel Samper Ortega (1933)
- La obsesión (1936)
- Relatos históricos españoles (1936)
- Nuestro lindo país colombiano (1937)
- Índices [de los cien volúmenes de la selección Samper Ortega de la Literatura Colombiana] (1937)
- Bogotá, 1538-1938, homenaje del municipio de Bogotá a la ciudad en su IV centenario (1938)
- Cultural relations among the American countries (1941)
- Don José Solís, Virrey del nuevo reino de Granada (1953)
- Manuel del Socorro Rodríguez (1995?)
- Apuntes sobre historia y literatura (19--)

### Artículos de revista
- Noticias Literarias. En: Santafé y Bogotá Bogotá Vol. 2 no. 19 y 20 (jul.-ago. 1924).
- Páginas inéditas una curiosa autobiografía. En: Santafé y Bogotá Bogotá Vol. 2 no. 21 (sep. 1924).
- Retorno (Del libro en preparación horizontes). En: Santafé y Bogotá Bogotá Vol. 3 no. 25 (ene. 1925).
- El Escollo. En: Santafé y Bogotá Bogotá Vol. 3 no. 33 (sep. 1925).
- La exposición de Konopacki. En: El Gráfico Bogotá Vol. 17 no. 888 (jul. 1928).
- Al margen de una exposición: a propósito de crítica artística. En: El Gráfico Bogotá Vol. 19 no. 946  (sep. 1929).
- El año artístico. En: El Gráfico Bogotá Vol. 19 no. 960  (dic. 1929).
- La raza del romancero. En: Santafé y Bogotá Bogotá Vol. 7 no. 81 (oct. 30 1930).
- Don Evaristo Delgado. En: El Gráfico Bogotá Vol. 22 no. 1052 (oct. 1931)
- Discurso del señor don Daniel Samper Ortega, pronunciado en la fiesta de la raza, al tomar posesión de la Presidencia de la Academia de Historia. En: Boletín de Historia y Antigüedades Bogotá Vol. XXIV no. 277 (nov. 1937)
- Palabras de don Daniel Samper Ortega al entregar a don Raimundo Rivas, en nombre de la Academia Colombiana de la lengua, el Premio Nacional de Literatura José María Vergara y Vergara. En: Boletín de Historia y Antigüedades Bogotá Vol. Vol. XXV no. 287-288 (sep.-oct. 1938)
- Mass education in Colombia. En: The quarterly journal of Inter-American relations The quarterly journal of Inter-American relations Vol. 1 no. 2 (apr. 1939).
- Latin-Americans background. En: Fifty-Eighth Annual June Commencement Exercices of the University of Texas (June 2 1940)